# (19130) Tytgat
(19130) Tytgat est un astéroïde de la ceinture principale.

## Description
(19130) Tytgat est un astéroïde de la ceinture principale. Il fut découvert le 11 février 1988 à La Silla par Eric Walter Elst. Il présente une orbite caractérisée par un demi-grand axe de 2,73 UA, une excentricité de 0,15 et une inclinaison de 15,2° par rapport à l'écliptique.

## Compléments